# Francis Kompaon
Francis Kompaon, né le 16 janvier 1986 à Port Moresby, est un athlète papou-néo-guinéen.

## Biographie
Né sans bras gauche, il est repéré par l'Organisation handisport de Papouasie-Nouvelle-Guinée en raison de ses performances en athlétisme au lycée. Il commence le handisport en 2003, à l'âge de 17 ans. En 2005, il remporte deux médailles d'or (100 m et 200 m) aux Jeux inter-écoles du Pacifique (Pacific School Games). Ses premiers grands jeux internationaux sont les Jeux du Commonwealth de 2006, à Manchester, où il termine quatrième au 200 m, dans la catégorie T46 (amputé bras). Il obtient l'or au 100 m et au 200 m aux Championnats paralympiques d'Océanie en 2007, ainsi qu'aux Jeux paralympiques fidjiens en 2008. 
Il se qualifie pour les Jeux paralympiques d'été de 2008 à Pékin, pour le 100 m et le 200 m T46. Il est le porte-drapeau de la délégation papou-néo-guinéenne, qui comprend deux athlètes : lui-même (qualifié) et la sprinteuse malvoyante Joyleen Jeffrey (invitée sans avoir atteint les minima). Il est aussi l'un des quinze athlètes de diverses nationalités (parmi plus de 4 000 aux Jeux) sélectionnés pour porter la flamme paralympique lors du relai de la torche à Pékin. Au 200 m, il termine neuvième au total dans les séries, en 23 s 30. Au 100 m, qualifié pour la finale, il remporte la médaille d'argent, en 11 s 10, cinq centièmes de seconde derrière l'Australien Heath Francis. Il s'agit de la première médaille paralympique ou olympique jamais remportée par un athlète papou-néo-guinéen. C'est en outre la seconde médaille jamais remportée aux Jeux olympiques ou paralympiques par un athlète représentant un pays des îles du Pacifique ; le boxeur tongien Paea Wolfgramm avait obtenu l'argent aux Jeux olympiques de 1996.
La ministre des Sports de Papouasie-Nouvelle-Guinée, Dame Carol Kidu, célèbre ce résultat en affirmant que la médaille de Francis Kompaon a « donné une bien plus grande visibilité à la question du handicap en Papouasie-Nouvelle-Guinée que jamais auparavant ». En réponse à cette médaille, le Premier ministre Sir Michael Somare promet un meilleur financement du handisport par le gouvernement.
En 2009, Kompaon commence des études de management sportif à l'Université Griffith dans le Queensland.
Aux Jeux du Commonwealth de 2010, à Delhi, il prend part au 100 m T46, où il subit une contre-performance, terminant septième et dernier de sa série en 14 s 04.
Aux Championnats nationaux d'athlétisme australien en avril 2012, il obtient une médaille de bronze au 100 m, en 11 s 57. Dans l'épreuve du 200 m, il établit un record personnel dans les séries (23 s 13) et, en finale, remporte la médaille d'argent en 23 s 33. Qualifié (minima A) pour les Jeux paralympiques d'été de 2012 à Londres, au 100 m et au 200 m T46, il fait partie d'une délégation papou-néo-guinéenne de deux athlètes, avec Timothy Harabe (également qualifié au mérite) en force athlétique. Comme en 2008, il est le porte-drapeau de sa délégation lors de la cérémonie d'ouverture des Jeux.
Au 200 m, il termine 6e (sur 8) dans sa série, établissant un record personnel en 23 s 05. Au 100 m, il termine troisième (sur sept) dans sa série. Son temps de 11 s 21 est le cinquième plus rapide sur l'ensemble des séries, et il se qualifie pour la finale en tant que perdant le plus rapide. En finale, toutefois, il ne parvient pas à rééditer sa performance de 2008 ; il « subit un claquage au jarret près de la ligne d'arrivée » et termine septième (sur huit) en 12 s 28,,.